# Erhard Busek
Erhard Busek (Vienna, 25 marzo 1941 – Vienna, 13 marzo 2022) è stato un politico austriaco esponente del Partito Popolare Austriaco.

## Biografia
Conseguì un Dottorato di ricerca in Giurisprudenza nel 1963 presso l'Università di Vienna, dove si era anche laureato, e intraprese poi la carriera accademica. Nel 1964 divenne il legale ufficiale per il Partito Popolare Austriaco cominciando in tal modo la propria scalata ai vertici di quest'ultimo.
Ricoprì la carica di Vicecancelliere sotto Franz Vranitzky dal 1991 al 1995 e fu Presidente del Partito Popolare Austriaco nello stesso periodo. Dal 2000 al 2009 svolse anche importanti incarichi nelle istituzioni europee come rappresentante del Governo austriaco.